# August Fricke (Politiker)
August Fricke (* 7. November 1880 in Segeste; † 29. Juli 1965) war ein hessischer Pädagoge und Politiker (SPD) und ehemaliger Abgeordneter des Hessischen Landtags.

## Leben
August Fricke besuchte die Volksschule und das Lehrerseminar in Alsfeld (Leine) und studierte 1904 bis 1909 an den Universitäten in Paris, München, Berlin, Göttingen. 1900 bis 1904 arbeitete er als Volksschullehrer in Einbeck und 1910 bis 1912 als Seminarlehrer in Lüdenscheid. 1912 wurde er Studienrat, dann Oberstudienrat und Oberstudiendirektor in Kassel. 1927 wurde er Leiter des Realgymnasiums II in Kassel. In der Zeit des Nationalsozialismus schon 1933 entlassen, arbeitete er als Versicherungsvertreter.
Seit 1920 war Fricke Mitglied der SPD. Bis 1933 war er Vorsitzender der Arbeitsgemeinschaft Sozialdemokratischer Lehrer. Seit den ersten freien Kommunalwahlen in Hessen 1946 war er vom 26. Mai 1946 bis zum 9. August 1946 Stadtverordneter in Kassel. 1945 wurde er Schuldezernent in Kassel und war vom 10. Januar 1946 bis 15. August 1954 hauptamtlicher Stadtschulrat.
Vom 15. Juli 1946 bis zum 30. November 1946 war er Mitglied der Verfassungberatenden Landesversammlung Groß-Hessen und vom 11. Oktober 1949 bis zum 30. November 1950 Mitglied des Hessischen Landtags.
Fricke war Vorstandsmitglied des Republikanischen Lehrerbundes, Mitglied des Weltversöhnungsbundes, 1920 bis 1930 zweiter Vorsitzender der Kasseler Friedensgesellschaft. Er war Mitglied der Religiösen Gesellschaft der Freunde (Quäker) und bis 1942 Schriftleiter der Monatshefte dieser Gesellschaft.

## Ehrungen
- August-Fricke-Schule in Kassel
- Goethe-Plakette des Landes Hessen
- Bundesverdienstkreuz 1. Klasse (7. März 1955)[1]